# 鳥栖市の地名
鳥栖市の地名では、佐賀県鳥栖市の地名の一覧を記す。

## 市制施行時
1954年に三養基郡鳥栖町・田代町・基里村・麓村・旭村が合併し、鳥栖市が誕生した。当初は合併前の大字が継承され、旧鳥栖町は「鳥栖市××」、それ以外の町村は「鳥栖市○○町××」という形で表記することとなった。以下に、当時の大字を列挙する。
- 轟木
- 藤木
- 真木
- 鳥栖
- 麓町宿
- 麓町立石
- 麓町山浦
- 麓町牛原
- 旭町江島
- 旭町儀徳
- 旭町下野
- 基里町酒井西
- 基里町酒井東
- 基里町姫方
- 基里町飯田
- 田代町田代
- 田代町永吉
- 田代町柚比
- 田代町神辺
- 田代町萱方

## 町名設置
1959年、町名設置が行われ、大字はすべて廃止された。
中心部のいくつかの町は丁目が設けられ、河内町・村田町・三島町は町の中心部から離れた集落に「枝町」をつけ、○○町××の形で表記した。
()内はそれまでの大字・町、1959年以降に新設された町は設置年を表記している。
また、枝町がある場合はその名称を、町名と行政区が一致しない場合は行政区名を示す。なお、丁目に分かれている場合も行政区は全丁目で1つとなっている。
鳥栖地区
- 秋葉町1丁目～3丁目(鳥栖・藤木)
- 安楽寺町(真木)
- 今泉町(真木)
- 京町(鳥栖)
- 大正町(鳥栖・藤木)
  - 行政区：不明(本通町か中央区の一部？)
- 高田町(真木)
- 轟木町(轟木)
- 土井町(藤木・田代町萱方)
  - 行政区：中央区の一部
- 東町1丁目～3丁目(藤木)
- 古野町(鳥栖・藤木)
  - 行政区：中央区の一部
- 藤木町(藤木)
- 本通町1丁目～2丁目(藤木)
- 本鳥栖町(藤木・鳥栖)
- 本町1丁目～3丁目(鳥栖・藤木)
- 真木町(真木)
- 元町(鳥栖・轟木)
- 鎗田町(藤木・田代町神辺)
  - 行政区：中央区の一部

麓地区
- 牛原町(牛原)
- 蔵上町(宿・山浦)
- 宿町(宿・田代町萱方)
- 立石町(立石)
  - 行政区：立石町、一本杉区、桟敷団地
- 原古賀町(山浦・宿)
- 平田町(立石・旭町江島)
- 養父町(牛原)
- 山浦町(山浦)
- 山都町(山浦)
- 布津原町(養父町・蔵上町・宿町、1964年)
- 蔵上1丁目～4丁目(蔵上町、2002年)
  - 行政区：蔵上町の一部
- 桜ケ丘町(原古賀町・山浦町、1990年代頃)

旭地区
- 江島町(江島)
  - 行政区：江島町、青葉台
- 儀徳町(儀徳)
- 幸津町(儀徳)
- 下野町(下野)
- 三島町(下野)
  - 枝町：於保里、田出島、不動島
- 村田町(江島・立石)
  - 枝町：松原(のちに西新町の設置と同時に廃止)、五反三歩
  - 行政区：村田町、村田新町
- 西田町(儀徳町、1978年)
- 西新町(村田町松原など、1990年代頃)
- 前田町(儀徳町、1990年代頃)
- あさひ新町(幸津町、2002年)

基里地区
- 飯田町(飯田)
- 酒井西町(酒井西・鳥栖)
- 酒井東町(酒井東・酒井西)
- 桜町(飯田)
- 曽根崎町(飯田・酒井西)
- 原町(飯田)
- 姫方町(姫方・飯田・田代町永吉)
- 松原町(酒井西)
- 水屋町(酒井東)

田代地区
- 今町(柚比)
- 萱方町(萱方)
  - 行政区：萱方町、柳区
- 河内町(柚比)
  - 枝町：横井、貝方、転石
- 神辺町(神辺)
- 古賀町(萱方)
  - 行政区：古賀町、古賀団地、虹ヶ丘町
- 田代上町(田代)
- 田代新町(田代)
- 田代本町(田代)
- 田代外町(田代・基里町飯田・基里町酒井西)
- 田代昌町(田代・基里町飯田・基里町姫方)
- 田代大官町(田代・神辺)
- 永吉町(永吉・基里町姫方)
- 幡崎町(永吉・基里町姫方)
- 柚比町(柚比・神辺)
- 浅井町(萱方町、1977年)
- 加藤田町1丁目～3丁目(神辺町、1977年)
- 弥生が丘1丁目～8丁目(今町・柚比町・永吉町・三養基郡基山町園部、2003年)
  - 行政区：弥生が丘中央区、弥生が丘東区、弥生が丘南区